# Bugatti Tipo 56
La Bugatti Tipo 56 è un'auto elettrica progettata da Ettore Bugatti nel 1931.

## Storia
Ettore Bugatti, fondatore dell'omonimo marchio automobilistico, nei primissimi anni '30 comprò a Molsheim un enorme palazzo e subito sentii la necessità di costruire un piccolo veicolo che gli consentisse di spostarsi rapidamente all'interno della sua proprietà. Ecco allora che nel 1931 nacque la Tipo 56, una piccola runabout elettrica alimentata da un piccolo motore elettrico da 28 ampere, montato direttamente sul telaio e che sviluppavava meno di 1 CV di potenza, che consentiva alla vettura di raggiungere una velocità massima di 28 km/h. Il motore trasmetteva il moto all'asse posteriore, dove vi erano freni a tamburo, l'energia invece veniva immagazzinata in sei accumulatori da 6 volt, situati sotto il sedile, che dopo essere stati ricaricati per un paio d'ore garantivano un'autonomia di 40 minuti circa. Una Bugatti completamente diversa dai macchinoni blasonati e performanti del marchio, anche se in realtà lo stile in generale della vettura, che sembrava a tutti gli effetti una delle primissime automobili di fine ottocento, era ben lontano dai canoni automobilistici dell'epoca. Va osservato però che la Tipo 56 venne pensata solo come auto personale di Ettore Bugatti, non destinata quindi a una produzione in serie. Tuttavia alcune persone, ovviamente facoltose e importanti, in visita della sua proprietà, affascinate da questo piccolo veicolo elettrico, ne ordinarono alcuni esemplari, fra questi vi era il re del Belgio Leopoldo III, che ne commissionò un esemplare per la moglie. Fu così che ne vennero prodotti altri esemplari fino al 1936. Secondo alcune fonti il numero complessivo di esemplari è 6, secondo altre ne furono costruiti 10. L'esemplare originale di Ettore Bugatti è conservato presso il museo Cité de l'automobile, mentre solo 3 degli altri esemplari sono giunti sino a noi.